# Донлуа
Донлуа (фр. Donneloye) — громада  в Швейцарії в кантоні Во, округ Юра-Нор-Водуа.

## Географія
Громада розташована на відстані близько 60 км на захід від Берна, 25 км на північ від Лозанни.
Донлуа має площу 9 км², з яких на 6,7% дозволяється будівництво (житлове та будівництво доріг), 68,9% використовуються в сільськогосподарських цілях, 24,1% зайнято лісами, 0,3% не є продуктивними (річки, льодовики або гори).

## Демографія
2019 року в громаді мешкало 824 особи (+14% порівняно з 2010 роком), іноземців було 12%. Густота населення становила 91 осіб/км².
За віковим діапазоном населення розподілялося таким чином: 24,9% — особи молодші 20 років, 60,1% — особи у віці 20—64 років, 15% — особи у віці 65 років та старші. Було 326 помешкань (у середньому 2,5 особи в помешканні).
Із загальної кількості 177 працюючих 61 був зайнятий в первинному секторі, 37 — в обробній промисловості, 79 — в галузі послуг.